# Любовь к жизни (телесериал, 2013)
«Любовь к жизни» (порт. Amor à vida) — бразильский телесериал 2013 года производства телекомпании Globo.

## Сюжет
Всё начинается с того, что семья Кури отправляется в Перу. Это не просто семья: её глава, Сезар (Антонио Фагундес), директор больницы Сан-Магно, а его жена, Пилар (Сузана Виейра), работает в этой больнице дерматологом. И это не просто путешествие: для него есть весьма значительный повод — дочь Сезара и Пилар, Палома (Паолла Оливейра), решает пойти по стопам родителей и поступает на медицинский факультет.
Однако то, что было запланировано как семейная поездка, превращается в настоящую трагедию стараниями сына Сезара и Пилар, Феликса (Матеус Солано). Воспринимая сестру как соперницу в борьбе за то, чтобы стать преемником отца, Феликс делает всё, чтобы сначала испортить отношения Паломы и Пилар. И ему это удаётся — Палома психует и, решив отказаться от мечты стать педиатром, делает выбор в пользу перуанца-хиппи Ниньо (Жулиану Казарре).
Но на этом злодеяния Феликса не заканчиваются — сразу после родов он похищает и выбрасывает в помойку дочь Паломы. По счастью, девочку находит Бруну (Малвину Салвадор), который воспринимает случившееся как знак — ведь часами раньше при родах умерла его жена Луана (Габриела Дуарте). Бруну воспитывает девочку как свою дочь, а Палома долгие годы живёт в уверенности, что её ребёнок умер. Но вот 10 лет спустя Бруну и Палома встречаются. Между ними завязываются романтические отношения. Палома знакомится с Паулиньей (Клара Кастано), дочерью Бруну, не подозревая, что это её ребёнок. Но выяснив это, Палома готова пойти на всё, что угодно, лишь бы вернуть себе Паулинью. Пусть даже для этого ей придётся судиться с любимым мужчиной.

## В ролях
- Паолла Оливейра — Палома, дочь Сезара и Марьи, падчерица Пилар, сестра Феликса, мать Паулиньи, жена Бруну, педиатр, новый директор больницы
- Малвину Салвадор — Бруно, муж Луаны, сын Ордалии и Денизарда, отчим Паулиньи, муж Паломы, брат Карлиту, Лусиану, Жины, риелтор
- Матеус Солано — Феликс, сын Пилар и Сезара, брат Паломы, бывший муж Эдит, муж Нику, бывший директор больницы, кузен Лейлы, и Персио
- Ванесса Джакомо — Алини, секретарь, любовница и жена доктора Сезара, племянница Марьи, мать Жуниора, любовница Ниньо
- Сузана Виейра — Пилар, бывшая жена Сезара, мать Феликса, мачеха Паломы, сестра Амадеу, бабушка Джонатана, тетя Лейлы, жена Масиела
- Антонио Фагундес — доктор Сезар, бывший муж Пилар и Марьи, отец Феликса, Паломы, и Жуниора, дед Джонатана, бывший директор больницы, муж Алини
- Жулиану Казарре — Ниньо, парень Паломы из Перу, хиппи, биологический отец Паулиньи, друг Валентина и Алехандры, художник, любовник Алини
- Элизабет Савалла — Марсия/Тете «вертихвостка, бампер-брызговик», мать Валдирене, продавщица хот-догов, жена Жентила, няня и кормилица Феликса
- Марселу Антони — Эрон, адвокат больницы, бывший парень Нику, парень Амарилис, отец Фабрицио, приёмный отец Жайминью
- Марина Руй Барбоза — Николь, девушка, больная раком, с богатым наследством, невеста Талеса, подруга Лейлы, пациентка доктора Рожериу
- Тьяго Фрагозу — Нику, владелец суши-ресторана, бывший парень Эрона, друг Амарилис, приёмный отец Жайминью, муж Феликса
- Тата Вернек — Валдирене, дочь Марсии, мать Мэри Джейн, жена Карлиту, подруга Мурило и Джеферсона, участница шоу «Большой брат»
- Клара Кастаньо — Паулинья, дочь Паломы и Нинью, падчерица Бруну
- Розамария Муртинью — Тамара, мать Эдит, теща Феликса, бабушка Джонатана
- Барбара Пас — Эдит, жена Феликса, мать Джонатана, дочь Тамары, владелица бутика одежды, любовница и жена Вагнера, бывшая проститутка
- Талес Кабрал — Джонатан, сын Феликса и Эдит, внук Тамары
- Габриела Дуарте — Луана, жена Бруну, умерла при родах в больнице Сан-Магно
- Наталия Тимберг — Бернарда, мать Пилар и Амадеу, теща Сезара, бабушка Феликса, жена доктора Лютеру
- Кристина Мутарелли — Присцила, сестра Сезера, тётя Феликса и Паломы, мать Персио, любовница доктора Жакиса
- Фелипе Тито — Вагнер, дворецкий семьи Кури, любовник и муж Эдит
- Кико Писсолато — Масиел, водитель Феликса, псевдожених Валдирене, любовник и муж Пилар
- Элиане Джардини — Ордалия, жена Денизарда, мать Бруну, Карлиту, Лусиану и Жины, медсестра, лаборант больницы, возлюбленная Эрберта
- Луис Мелу — Атилиу / Алфреду Жентил, финансовый директор больницы, муж Жижи и Веги / муж Марсии
- Фулвио Стефанини — Денизард, муж Ордалии, отец Бруну, Карлиту, Луссиану, отчим Жины, владелец бара
- Каролина Кастинг — Жина, дочь Ордалии, падчерица Денизарда, сестра Бруну, Карлиту, Лусиану, прихожанка церкви, девушка и невеста Элиаса
- Андерсон Ди Рицци — Карлиту, сын Ордалии и Денизарда, брат Жины, Лусиану и Бруну, диджей, парень Валдирене, отец Мэри Джейн, певец
- Лукас Романо — Лусиану, сын Ордалии и Денизарда, брат Жины, Карлиту и Бруну, медбрат больницы, парень Жуаны
- Анджела Ребелло — Лидия, домработница, воспитавшая Николь, мать Наташи
- Родриго Мендонса — Олаву, водитель Николь, друг Лидии, водитель Лейлы
- Житман Вербановски — Аурелиу, дворецкий в доме Николь, затем в доме Лейлы, после дворецкий в доме Наташи
- Рикардо Тоцци — Талес, парень Лейлы, псевдожених Николь, автор книги, жених Наташи
- Фернанда Машаду — Лейла, девушка Талеса, сестра Линды и Даниэла, дочь Амадеу и Нейде, кузина Феликса и Паломы, псевдоподруга Николь
- Родриго Андраде — Даниэл, брат Линды и Лейлы, сын Амадеу и Нейде, физиотерапевт больницы, парень Симоне
- Бруна Линзмейер — Линда, девочка-аутистка, дочь Амадеу и Нейде, сестра Лейлы и Даниэла, девушка Рафаэла
- Сандра Корвелони — Нейде, жена Амадеу, мать Лейлы, Даниэла и Линды
- Женезио Де Баррос — Амадеу, муж Нейде, отец Лейлы, Даниэла и Линды, брат Пилар, сын Бернарды, владелец снек-бара больницы
- Кристиана Трисерри — Вега, жена Атилиу, кузина доктора Глаусе
- Франсуаза Фортон — Жижи, бывшая жена Атилиу, мать Мурилу, бабушка Сандриньи, невеста Игнасио
- Эмилио Орсиолло Нетто — Мурилу, сын Жижи, отец Сандриньи, преподаватель этикета Валдирене, друг Джеферсона и Валдирене
- Тавени Феррари — Сандринья, дочь Мурилу, внучка Жижи
- Жуан Лима мл. — Жонас, адвокат Марсии, адвокат Лейлы и Талеса, коллега Силвии
- Жози Антело — Адриана, няня Фабрицио и Жайминью в доме Нику
- Кауку Гонзага — Жайминью, приёмный сын Нику и Эрона
- Мария Майя — Алехандра, подруга Нинью, сестра Валентина
- Марселу Шмидт — Валентин, официант в снек-баре больницы, брат Алехандры, друг Ниньо, парень Вивиен
- Анжела Дип — Вивиен, бармен в клубе, девушка Валентина
- Марсело Флорес — Реналдо («Философ»), бармен в баре Денизарда
- Райнер Кадити — Рафаэл, адвокат Паломы, работает в юридическом отделе больницы, коллега Эрона, парень Линды
- Мария Касадевал — Патрисия, секретарь в юридическом отделе больницы, жена Гуту, девушка Мишеля, подруга Персефони
- Марсиу Гарсия — Гуту, муж Патрисии, любовник Силвии
- Карол Кастро — Силвия, бывшая жена Мишеля, адвокат Бруно, адвокат Пилар, любовница Гуту, адвокат Наташи, адвокат Нику, коллега Жонаса
- Вера Зиммерман — Симоне, секретарь Феликса, секретарь Паломы, подруга Патрисии и Дирси, девушка Даниэла
- Рената Тобелен — Дирси, секретарь Атилиу, подруга Симоне, новый секретарь доктора Сезара
- Луиза Мариани — Сибила, кандидатка на суррогатную мать для Нику и Эрона
- Лукас Малвачини — Анжиньо («Ангелочек»), гей-парень, познакомившийся с Феликсом по Интернету, ассистент Феликса
- Лусия Верессиму — Марья, любовница Сезара, танцовщица, мать Паломы, тетя Алин
- Карлос Машаду — Игнасио, миллионер, жених Валдирине, сын Эудоксии и Рубао, жених Жижи
- Анджела Рабело — Эудоксия, мать Игнасио, жена Рубао
- Франсиску Куоко — Рубао, муж Эудоксии, отец Игнасио
- София Абраан — Наташа, сестра Николь из США, девушка доктора Рожериу, дочь Лидии
- Глаусио Гомес — пастор Фиженио, бывший владелец бара, пастор новой Евангельской церкви, открытой вместе с Вероникой и Маристелой
- Сидней Сампайо — Элиас, прихожанин церкви пастора Фиженио, жених Жины
- Фернандо Веллингтон — Асис, следователь, друг Сезара

## Дети
- Фабрицио — сын Нику
- Мэри Джейн — дочь Валдирене и Карлиту
- Жуниор — сын Сезара и Алини

## Медперсонал больницы Сан-Магно
- Ари Фонтура — доктор Лютеру, главврач больницы, заведующий хирургическим отделением больницы, муж Бернарды, вице-президент больницы
- Жозе Вилкер — доктор Эрберт, директор врачебной части больницы, возлюбленный Ордалии
- Леона Кавалли — доктор Глаусе, гинеколог больницы, влюблена в Бруну, подруга Феликса
- Даниэлла Винитц — доктор Амарилис, дерматолог больницы, подруга Эрона и Нику, девушка Эрона, мать Фабрицио
- Жулиу Роша — доктор Жакис, хирург больницы, парень Инайи, друг Феликса, любовник Пилар, любовник Присцилы
- Пьерре Байтелли — доктор Лаэрте, гинеколог больницы, специалист по ЭКО, парень Инайи
- Неуза Мария Фару — Сиса, медсестра больницы, сиделка в доме Паломы, сиделка в доме Сезара и Алини
- Фабиана Карла — Персефони, медсестра больницы, подруга Патрисии, жена Даниэла, девушка доктора Вандерлея
- Бел Кутнер — Жуана, главная медсестра больницы, возлюбленная Лусиану
- Рената Кастро Барбоса — Марилда, медсестра больницы по составлению меню для пациентов
- Камилла Чиба — Норико, медсестра больницы, подруга медсестры Ракел, подруга Карлиту, танцовщица в группе Карлиту
- Ракел Фиуна — Инайя, медсестра больницы, девушка доктора Жакиса, девушка доктора Лаэрте, девушка доктора Ренана
- Наталия Родригес — Эленисе, медсестра больницы
- Каролина Райнато — Ракел, медсестра больницы, подруга Карлиту, подруга медсестры Норико, танцовщица в группе Карлиту
- Вера Манчини — Маристела, медсестра больницы по выписке больничных листов на ресепшене, прихожанка церкви пастора Фиженио
- Мириам Линс — Вероника, медсестра больницы по выписке больничных листов на ресепшене, прихожанка церкви пастора Фиженио
- Аламо Фако — доктор Ренан, психолог больницы, новый парень медсестры Инайи
- Ана Карбатти — доктор Жудит, невролог больницы
- Даниел Роша Азеведо — доктор Рожериу, онколог больницы, парень Наташи
- Андре Гаролли — доктор Винисиус, гинеколог больницы
- Кайо Кастро — доктор Мишель, эндокринолог больницы, бывший муж Силвии, парень Патрисии
- Мухамед Харфуч — доктор Персио, хирург, ординатор больницы, сын Присцилы, кузен Феликса и Паломы, парень Ребеки
- Паула Браун — доктор Ребека, хирург, ординатор больницы, девушка Персио
- Марсело Аржента — доктор Вандерлей, специалист по ЭКО, новый парень Валдирене, парень Персефони
- Челсо Бернини — Джефферсон, медбрат больницы, друг Валдирене и Мурило
- Эриберту Леан — доктор Андреа, главный хирург больницы

## Приглашённые знаменитости
- Неймар — бразильский футболист, нападающий французского клуба "Пари Сен-Жермен" и национальной сборной Бразилии.
- Витор Белфорт — бразильский боксёр.
- Лусиано Хак — бразильский телеведущий, актёр, продюсер
- Рита Кадиллак — бразильская актриса
- Aviões do Forró — бразильский дуэт
- Густаву Лима — бразильский певец, автор песен
- Алешандре Пато — бразильский футболист, нападающий китайского клуба Тяньцзинь Цюаньцзянь

## Саундтрек
- Daniel[порт.] — бразильский певец, песня Maravida (начальные титры сериала)
- Gabriel Valim — бразильский певец, песня Piradinha (тема Валдирене)
- Bruno Mars — американский певец, песня When I Was Your Man (тема Паломы и Бруно)
- P9 — американская группа, песня Love You in Those Jeans (тема Валдирене и Карлиту)
- Lana Del Rey — американская певица, песня Summertime Sadness (тема Феликса и Эдит)
- Moby — американский электронный исполнитель, песня The Perfect Life (тема Рафаэла и Линды)